# Manuel Balasch i Recort
|  | Per al compositor de sardanes, vegeu Manuel Balasch i Suñé |

Manuel Balasch i Recort (Cornellà de Llobregat, 13 de maig de 1928 - ibídem, 13 de febrer de 2009) fou un eclesiàstic i hel·lenista català. Fou catedràtic de grec a la Universitat Autònoma de Barcelona, col·laborà en la segona Antologia poètica universitària (1950) i va escriure alguns estudis sobre escriptors catalans com Carles Riba.
Va publicar traduccions de clàssics llatins i grecs per a la Fundació Bernat Metge i per a altres editorials catalanes (Juvenal, Baquílides, Sòfocles, Aristòfanes, Polibi, Tucídides, Safo, Píndar, Plató), va traduir al castellà per al CSIC i va participar en algunes gramàtiques de grec i de llatí per a batxillerat i universitaris. El 1998 va rebre el premi Ciutat de Barcelona i el Premi Crítica Serra d'Or per la traducció al català de la Ilíada.
El 1991 li fou concedida la Creu de Sant Jordi. Des del 1999 havia sigut acadèmic corresponent de la Reial Acadèmia de Bones Lletres de Barcelona. Morí el 13 de febrer de 2009 a la seva ciutat natal a l'edat de 80 anys després d'una llarga malaltia.

## Algunes obres
- Lírica grega arcaica (1963)
- Carles Riba hel·lenista i humanista (1984)
- Carles Riba, poeta i humanista cristià (1991)
- Dos motius grecs en la poesia de Rainer Maria Rilke (1996)
- A propòsit de "Platón. De la perplejidad al sistema", de Josep Montserrat (1996)[4]

## Traduccions
- Aristòfanes; Balasch, Manuel (traductor). Les Vespes, La Pau. Vol. III de Clàssics de la Bernat Metge.  Barcelona: Edicions 62, 1972, p. 146. ISBN 9788448727970.